# كاتزلماخر (فلم)
كاتزلماخر (بالإنجليزية: Katzelmacher) الفيلم الروائي الثاني للمخرج والكاتب والممثل الألماني راينر فاسبيندر. الفيلم مستوحى من مسرحية بنفس العنوان، وإنتاج عام 1969. تم التصوير في 9 أيام، وتكلف الإنتاج 80000 مارك ألماني تقريبًا. أقيم العرض الأول في 8 أكتوبر 1969 في أسبوع السينما في مانهايم؛ وصدر لدور العرض السينمائي في 22 نوفمبر 1969. يتناول الفيلم فضول وغيرة وعدوانية مجموعة من الشباب تجاه الوافد الجديد الذي يكسر الملل والسلوك الراسخ للمجموعة.

## طاقم التمثيل
هانا شيجولا: في دور ماري
ليليث أنجيرير: في دور هيلجا
رودولف فالديمار بريم: في دور بول
إلجا سورباس: في دور روزي
دوريس ماتيس: في دور جوندا
إيرم هيرمان: في دور إليزابيث
بيتر مولاند: في دور بيتر
هانس هيرشمولر: في دور إريك
راينر فيرنر فاسبيندر: في دور جورجوس
هاري باير: في دور فرانز
هانيس جرومبال: في دور كلاوس
كاترين شاكي: في دور امرأة

## أحداث الفيلم
تدور أحداث الفيلم في ميونيخ، ومجموعة من الشباب يتسكعون في ضواحيها، في الشوارع وفي الشقق وفي الحانات. كل عضو في المجموعة لديه علاقة مع الآخر. كانت ماري في البداية على علاقة مع إريك وبول وهيلجا وبيتر مع إليزابيث، ثم هناك روزي، التي تنام مع فرانز مقابل أجر (20 مارك ألماني) وأحيانًا مع بيتر حتى تتمكن من تمويل حلمها في أن تصبح ممثلة؛ وجوندا، التي يضايقها عدم القدرة على مصاحبة روزي، بالإضافة إلى كلاوس المثلي، الذي له علاقة مع بول ويلتقى به من حين لآخر. يلتقي أعضاء هذه المجموعة في بعض الأحيان معًا، وأحيانًا بشكل فردي فقط، ويشربون معًا، ويشعرون بالملل، ويصبحون عدوانيين لفظيًا وجسديًا. تحاول النساء خداع بعضهن البعض وإدعاء وجودهن في علاقات سعيدة، على الرغم من أنهن غالبًا ما يعاملن بوحشية، إلا أنهم مرتبطون بأصدقائهم. من ناحية أخرى، يتحدث الرجال عن الصفقات الملتوية التي يمكن أن يصبح المرء ثريًا بموجبها، ويتحدث أصدقاؤهم عن الزواج، وبشكل عام، هناك ترتيب معين للعنف الخفي والعلني. يتعرض فاسبيندر لما يقال وما هو مرئي ويتصادم بلا رحمة، ويجد أن الفجوة لا يمكن ملئها. عندما يظهر جورجوس وهو عامل زائر من اليونان، ويؤجر غرفة من إليزابيث، في البداية عليه أن يتقاسم غرفة مع بيتر، وينشأ العداء وكراهية الأجانب والحسد بين الأعضاء الذكور في المجموعة. يصبح الغريب هدفًا لإسقاطاتهم، وتظهر عقدة الدونية، والملل، والعدوانية، إلخ. تقوم جوندا، التي يحتقرها الجميع، بما في ذلك جورجوس، بنشر إشاعة إن الوافد الجديد جورجوس إغتصبها، ويشعر إريك بجرح لكرامته عندما تُظهر ماري إهتمامًا صريحًا بجورجوس. يتعين على إليزابيث مواجهة شائعات مفادها إن لديها علاقة مع مستأجرها اليوناني، الذي يواجه إهانات على إنه «شيوعي» و «كلب يوناني». تظهر قمة التحيزات عندما يقوم إريك وبيتر وفرانز بضرب اليوناني جورجوس في الشارع.
نشاهد في المشهد الأخير، ماري وهيلجا في حوار تصرح فيه ماري بإن جورجوس يريد إصطحابها إلى اليونان، على الرغم من أن زوجته تعيش هناك، لأن في اليونان كل شيء مختلف، ولا تزال النهاية مفتوحة.

## خلفية الفيلم

### العنوان
كاتزلماخر كلمة تعني اللعنة والتي تُستخدم بشكل أساسي في النمسا، وأيضًا في سويسرا وبافاريا.

### عناصر التصنيف والأسلوب
الفيلم واحد من أول إنتاجات أفلام فاسبيندر، بعد ثلاثة أفلام قصيرة والفيلم الطويل الأول الأقل نجاحًا (الحب أبرد من الموت). تم تصوير الفيلم بالأبيض والأسود، ويحتوي على بعض عناصر من إسلوب (الموجة الجديدة في السينما الفرنسية)، والتي تتمثل في الإسلوب البعيد عن أساليب الأفلام التجارية. يستخدم فاسبندر بشكل حصري تقريبًا الكاميرا الثابتة ويستخدمها متحركة في لقطات تتبع أبطاله. يحتوي شريط الصوت على مقطوعة موسيقية واحدة للموسيقار فرانز شوبرت. يتحدث الممثلون عن حواراتهم ومونولوجاتهم في مزيج من اللغة الألمانية العالية والفن البافاري، الذي طوره فاسبيندر وإستخدمه في العديد من أفلامه. جمل الحوار غير الصحيحة نحويًا وفترات التوقف طويلة بين الجمل، ويتم إختصارها في الغالب إلى بضع كلمات فقط ويتم أداؤها بشكل رتيب.
مع هذا الرفض الجذري للقواعد السينمائية الأساسية، ينتمي فيلم «كاتزلماخر» للمخرج فاسبندر إلى الجيل الثاني من الأفلام الألمانية الجديدة من السبعينيات وساهم في النجاح الدولي لأفلام ألمانيا الغربية حتى الثمانينيات.

### الاقتباس من الشعارات
يظهر على الشاشة الشعار المقتبس من ياك كارسونكي: «من الأفضل أن نرتكب أخطاء جديدة بدلاً من أن نشكل الأخطاء القديمة لدرجة اللاوعي العام».

## استقبال الفيلم
كتب ديتر كروش: «صنع فاسبيندر فيلمًا رائعًا من لا شيء من حيث الحبكة، مستغنيًا عن الوسائل السينمائية التقليدية... نادرًا ما يتم تصوير الفراغ الداخلي للشخصيات بشكل أكثر إقناعًا»، ونطالع في معجم الفيلم الدولي: «دراما فاسبيندر ملتزمة بتقاليد المسرح الشعبي الناقد إجتماعيًا، دراسة منمقة ومركزة بشكل غير عادي حول الإفتقار إلى التواصل وضغط القرناء والكراهية الخارجية»، وكتب أولريش جريجور: «بأسلوب موجه بشكل واعٍ إلى المسرح ولكنه واقعي بالتفصيل، يصف فاسبيندر الوحشية الكامنة التي تحدد نبرة الصوت بين الناس ويتم التعبير عنها بشكل خاص في العلاقات بين الشخصيات الرئيسية وشخصية الضيف الذي ظهر لاحقًا، اليوناني القادم من اليونان. لا يحول فاسبيندر شخصياته إلى وحوش، لكنه يظهر الجمود في وعيهم؛ يتم نقل هذا من خلال لغة بدائية للغاية وذخيرة منخفضة بنفس القدر من الإيماءات والحركات وردود الأفعال. يعطي فاسبيندر فيلمه بنية فنية دقيقة للغاية».
منح موقع الطماطم الفاسدة تقييم 100% لفيلم فاسبندر «كاتزلماخر».

## الجوائز
- مهرجان بادن بادن السينمائي التلفزيوني 1969: أفضل كاتب ومخرج لفاسبندر.[18]
- جوائز السينما الألمانية 1989:German Film Awards ترشح لجائزة الفيلم الخاص بمناسبة الذكرى 40 لجمهورية ألمانيا الاتحادية.[19]
- جوائز السينما الألمانية 1970:German Film Awards حصل على الجائزة الذهبية: لأفضل فيلم وأفضل تشكيل فيلم روائي طويل لفاسبندر وأفضل أداء لطاقم التمثيل وأفضل سيناريو لفاسبندر وأفضل تصوير.[18]
- جوائز جمعية نقاد السينما الألمانية 1970: أفضل فيلم.[20]
- مهرجان كارلوفي فاري السينمائي الدولي 1970: ترشح لأفضل فيلم.[21]
- مهرجان مانهايم - هايدلبرج السينمائي الدولي 1969: أفضل فيلم.[22]

## وصلات خارجية
- كاتزلماخر (فيلم)
- كاتزلماخر (فيلم)